# 亚历山德拉·柯伦泰
亞歷山德拉·米哈伊洛芙娜·柯倫泰（俄語：Алекса́ндра Миха́йловна Коллонта́й；1872年3月31日（儒略曆：3月19日）—1952年3月9日），本姓多蒙托維奇（Домонто́вич），是俄國共產主義革命家，原为孟什維克成员，後於1914年加入布爾什維克。自1923年起擔任蘇聯駐挪威大使，成為世界第一位女性駐外大使，1926年她被指派做蘇聯的駐墨西哥大使。

## 生平
柯倫泰出生於聖彼得堡，父親是俄羅斯帝國的米哈伊爾·阿列克谢耶维奇·多蒙托維奇將軍，擁有哥薩克血統，曾在1877年-1878年俄土戰爭中擔任騎兵將軍，退役後於1878年至1879年間擔任帝俄駐保加利亞大使館的外交參謀。她的母親，亞歷山德拉·瑪薩琳-穆拉汶斯基，則為一芬蘭木材富商之女。米哈伊爾思想開明，信奉類似英國的君主立憲思想，加上擔任駐保加利亞外交人員時，深受熾熱的保加利亞獨立運動所影響，后来對柯倫泰的影響非常深遠。

## 杯水主义
1923年，时任苏联人民委员会公共福利人民委员、俄共（布）妇女工作部部长柯伦泰发表了一篇名为《三代的恋爱》的小说。女主角盖尼娅是坚定的革命者，其情爱观是：“恋爱是非有工夫不可的”，“在这种一切时间都被夺去了的革命时代”，“我们偶然碰到，两个人感到幸福的时候，我们就尊重了这个时间”。当“身上燃起激情时，她决不拒绝生活向她发出的灿烂的微笑……双双外出几个星期，在爱的杯盏中痛饮”，“当爱的杯盏倒空后，她将毫无痛苦和遗憾地将它扔掉，回到自己的工作中”。“爱的杯盏”就是“杯水主义”（也译作“一杯水主义”）的由来。
列宁在和蔡特金的谈话中对“杯水主义”提出了批驳。列宁说：“你一定知道那著名的理论，说在共产主义社会，满足性欲和爱情的需要，将像喝一杯水那样简单和平常。这种‘一杯水’主义已使我们的一部分青年人发狂了，简直发狂了。这种理论是对许多青年的恶劫。……这个出名的‘一杯水’主义完全不是马克思主义的，甚至是反社会的。”
在苏联，“杯水主义”为主流意识形态所容许的时间并不长。1927年，柯伦泰的小说成为禁书，但“杯水主义”并没有就此退出历史舞台。

## 画廊

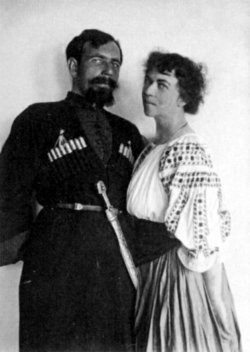
柯伦泰和丈夫德边科
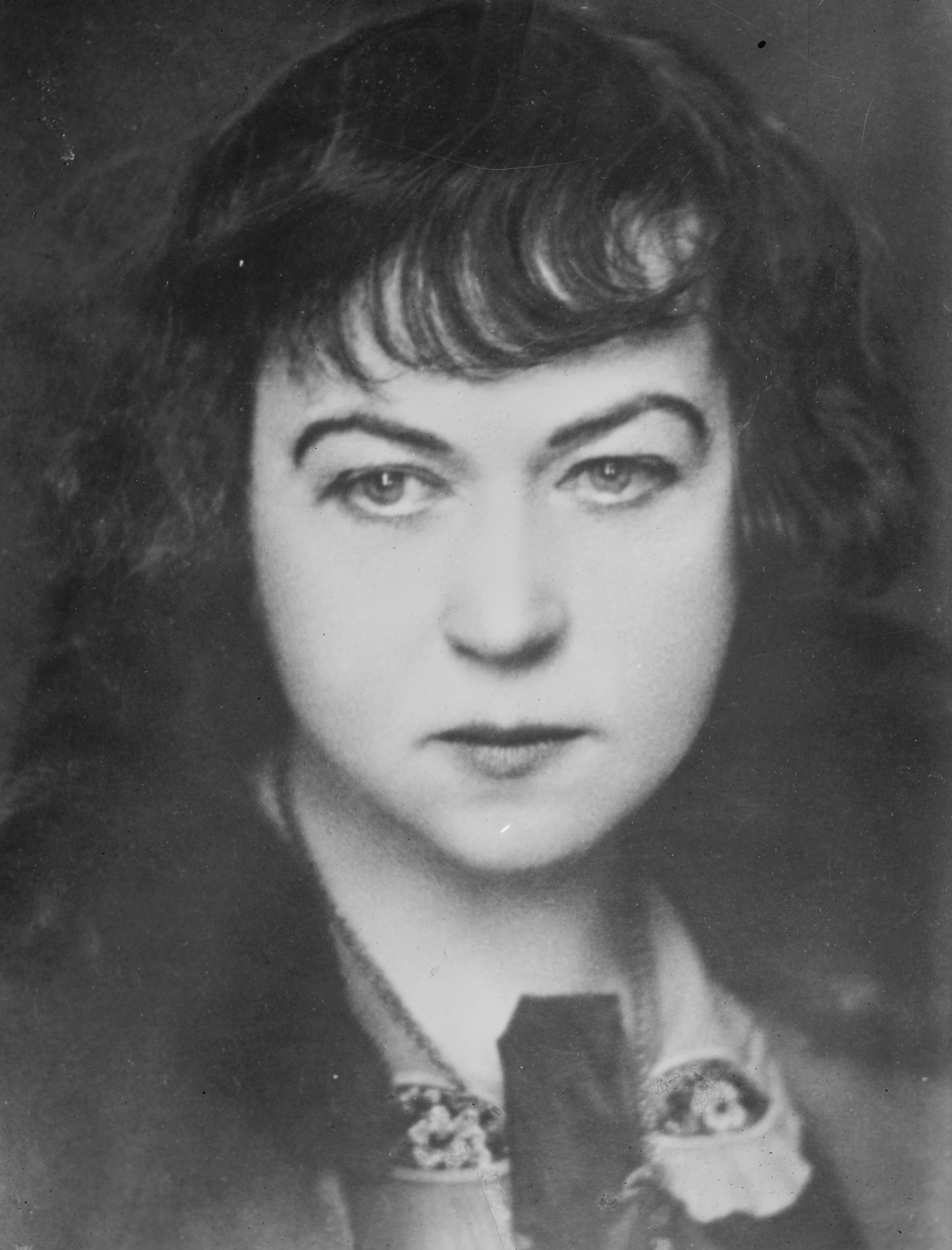
亞·米·柯倫泰

## 外部連結
- Guide to the Louise Bryant Papers, Manuscript Group 1840, (Yale University Library), compiled by Sahr Conway-Lanz, January 2005
- Alexandra Kollontai archive（页面存档备份，存于）
- 互联网电影数据库（IMDb）上《A Wave of Passion》的资料（英文）
- For socialism and women's liberation
- Alexandra Kollontai Short Biography（页面存档备份，存于）